# Бальё
Бальё (фр. Baslieux, /baljø/) — коммуна во французском департаменте Мёрт и Мозель региона Лотарингия. Относится к  кантону Вильрюп.

## География
Бальё расположен в 50 км к северо-западу от Меца. Соседние коммуны: Лекс и Морфонтен на северо-востоке, Виль-о-Монтуа и Базай на юге, Буамон и Пьерпон на юго-западе, Бёвей и Донкур-ле-Лонгюйон на северо-западе.

## Демография
Население коммуны на 2010 год составляло 574 человека.
| 1962 | 1968 | 1975 | 1982 | 1990 | 1999 | 2010 |
| ---- | ---- | ---- | ---- | ---- | ---- | ---- |
| 1051 | 1054 | 962  | 780  | 493  | 532  | 574  |